# Grinzane Cavour
Grinzane Cavour är en ort och kommun i provinsen Cuneo i regionen Piemonte i Italien. Kommunen hade 2 028 invånare (2018).